# Brodets
Brodets (en macédonien Бродец) est un village situé à Tchoutcher Sandevo, au nord de la Macédoine du Nord. Le village comptait 3 habitants en 2002. Il se trouve dans le massif de la Skopska Crna Gora.

## Démographie
Lors du recensement de 2002, le village comptait :
- Macédoniens : 2
- Serbes : 1